# Városháza (Szeged)
A szegedi városháza Szeged megyei jogú város főterén, a Széchenyi tér 10. szám alatt található copf stílusú műemlék épület.

## Története
Első formájában 1728-ban készült el. 1799 és 1805 között újjáépítették Vedres István tervei alapján. 1849 júliusában a két alkalommal itt ülésező országgyűlés emelte törvényerőre a zsidók egyenjogúságát és a nemzetiségi törvényt, majd augusztus 5-én Haynau az épület régi tornyából figyelte a szőregi csata eseményeit, mígnem egy magyar ágyúlövedék csaknem eltalálta. Ez a torony falába fúródott ágyúgolyó sokáig a szabadságharc egyik szegedi emléke volt. Az 1879-es szegedi nagy árvíz után a belvárost fel kellett tölteni, így 1883-ban új emeletet húztak rá, s az épületet eklektikus-neobarokk stílusban Lechner Ödön és Pártos Gyula tervei szerint átalakították.

## Leírása
A rizalitos épület lépcsőházába három színes üvegablakon keresztül szűrődik be fény. A középsőn Szeged címere látható, alatta a „Szeged szebb lesz, mint volt” királyi mottóval; Kratzmann Ede munkája.
A városi közgyűlés termének falairól Erzsébet királyné, I. Ferenc József magyar király, Tisza Kálmán és Tisza Lajos (miniszter) arcmása tekint le ránk. A mennyezeti freskó közepén angyalokat emelik Szeged város címerét az egekbe. A kép sarkain olyan jelképek jelennek meg, amelyeket az akkori városi vezetők fontosnak tartottak.
Az épület körerkélyes tornyát a pályáját itt kezdő Babits Mihály „a csipkéit kacéran hordó, kecses táncosnőhöz” hasonlította. Minden órában harangjáték játszik népszerű dallamokat, többek közt a Valahol a Volga menténét.

## A Városháza napjainkban
A Városházában átadása óta a városi önkormányzat testületei és hivatalai működnek. Az önkormányzati üléseket a díszteremben tartják, amely házasságkötő teremként is funkcionál.